# Contestation dans les Territoires palestiniens en 2011
Les révoltes arabes de 2011 ont un écho dans les Territoires palestiniens.

## Manifestations
En janvier et février, des manifestations ont lieu, mais elles sont interdites par l'Autorité palestinienne. Mahmoud al-Zahar l'un des dirigeants du Hamas à Gaza a rejeté un appel de Khaled Mechaal chef du bureau politique de l'organisation se trouvant à Damas, d'organiser des rassemblements de masse contre Israël dans la bande de Gaza dans la foulée du Printemps arabe, déclarant « Contre qui seraient exactement ces rassemblements ? Une telle résistance serait opportune, si la bande de Gaza aurait été occupée. » . 
Comme dans les autres pays, ce mouvement est fortement nationaliste et unitaire. Cela permet un rebond de la contestation en mars, sur le thème de l'unité nationale et de la fin de la division entre Gaza (contrôlé par le Hamas) et la Cisjordanie, contrôlée par le Fatah, avec une manifestation le 15 mars,.
Les manifestations du 16 mars ont lieu à Naplouse, Hébron et Gaza. Les manifestants sont 3000 place Manara, à Ramallah. La popularité des thèmes des manifestations, annoncées des semaines à l'avance sur Internet, a permis de réunir des dizaines de milliers de supporters virtuels, et empêcher leur interdiction. Les dirigeants ennemis, Mahmoud Abbas et Ismaïl Haniyeh, ont même tous deux fait des déclarations allant dans le sens de la réunion des deux parties de la Palestine autonome,.
Ensuite, des places sont occupées, les revendications portant sur la fin de la division de la Palestine entre Cisjordanie et Gaza et une Palestine démocratique. Plusieurs fois détruits, ces campements de jeunes sont à chaque fois remontés, notamment sur la place Manara de Ramallah.

### Les manifestations de Sourif: le printemps arabe met fin aux crimes d'honneur
Le corps d'Ayah Baradeya est découvert dans un puits le 24 avril. Il apparaît rapidement qu'elle a été victime, un an plus tôt, de son oncle, qui l'a tuée à cause de relations qu'il jugeait contraire à l'honneur de la famille (d'où l'appellation impropre de « crime d'honneur »). Les frères de la jeune femme créent des pages Facebook en l'honneur de leur sœur morte, appellent au procès du criminel, et à la non-expulsion de la famille de l'oncle (punition collective traditionnelle). La population de Sourif manifeste alors en masse ; d'autres manifestations ont lieu à Hébron et Ramallah. Le 15 mai, deux des trois articles des codes pénaux qui absolvaient les crimes d'honneur sont abolis.

## Conséquences
Jusqu'à maintenant, la principale conséquence du « printemps arabe » pour les Palestiniens est le changement des politiques étrangères des pays arabes. Les accords du Caire, signés le 4 mai entre le Hamas et le Fatah au cours d’une cérémonie fermée aux médias, ne sont pas appliqués (ils prévoient la constitution d’un gouvernement de techniciens et d’hommes indépendants, soutenus par treize autres partis palestiniens, et des élections présidentielle et législative avec la réforme de l’Organisation de libération de la Palestine (OLP). L’accord est renouvelé dans ses grandes lignes le 24 novembre. Ces accords ont été rendus possibles parce que le pouvoir syrien, allié du Hamas et qui s’y opposait, est affaibli par une importante révolte, qui a entraîné le déménagement du siège du Hamas au Qatar,. Les évènements au Bahreïn (pays qui finance le Hamas palestinien) et le changement d’orientation diplomatique de l’Égypte causé par la révolution dans ce pays ont également joué,,. La seule conséquence concrète de la signature de ces accords est la libération de centaines de prisonniers politiques détenus par chacun des deux partis, et la fusion des deux systèmes sécuritaires.
Les accords de paix, négociés avec les États-Unis et Israël, n'ont pas abouti , ce qui renforce un parti terroriste, le Hamas au détriment de l'autorité palestinienne. l’Autorité palestinienne refuse alors de payer l'électricité et les ressources fournies par Israël, qui annule aussitôt le versement de 300 millions de shekels.
Inversement, l'Égypte post-25 janvier ouvre à partir du 26 mai le poste-frontière de Rafah, ce qui permit de détourner les mesures de blocus militaire instaurées depuis quatre ans pour limiter l'importation d'armements,, en faisant  transité par le port d'Ashdod les navires à destination du port de Gaza . Le passage d'armements se fait donc par des tunnels de contrebande par l'Égypte.
Symboliquement, le 3 mai, Daniel Barenboïm et 25 musiciens classiques européens entrent dans la bande de Gaza par le poste frontière de Rafah et donnent un concert au centre culturel Al Mathaf à Gaza. Le concert, organisé par des ONG palestiniennes, était soutenu par l'agence de l'ONU chargée des réfugiés palestiniens à Gaza et en Cisjordanie (UNRWA),.